# Grzegorz Tobiszowski
assinatura
Grzegorz Józef Tobiszowski (Ruda Śląska; 1 de Novembro de 1965 — ) é um político da Polónia. Ele foi eleito para a Sejm em 25 de Setembro de 2005 com 7662 votos em 31 no distrito de Katowice, candidato pelas listas do partido Prawo i Sprawiedliwość.